# Hermann Willebrand

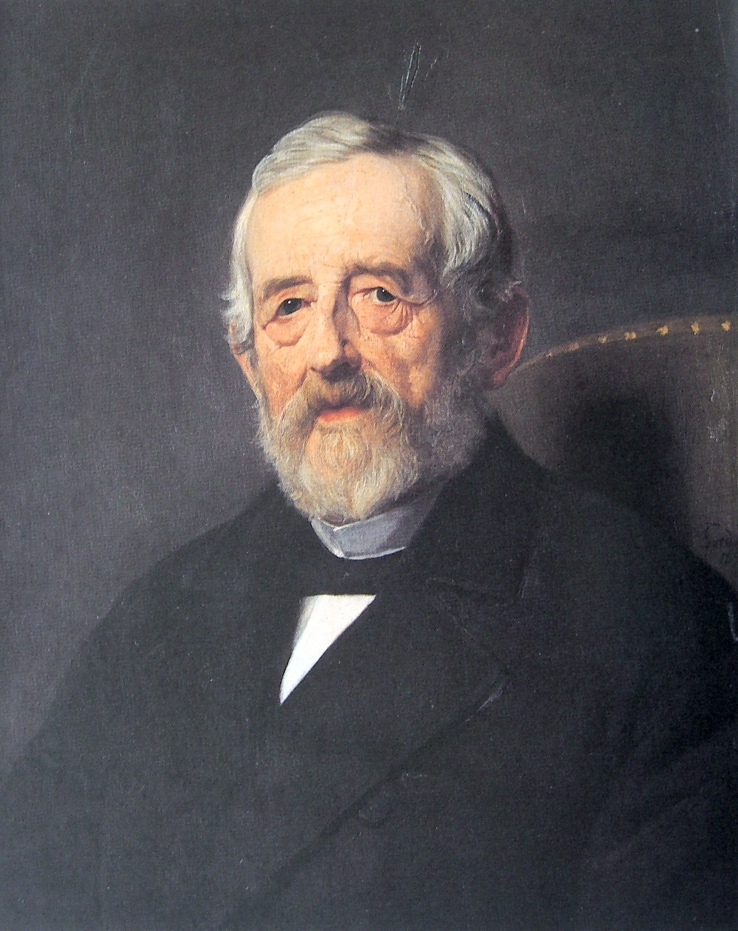
Hermann Willebrand. Porträt von Ferdinand Meyer, 1896

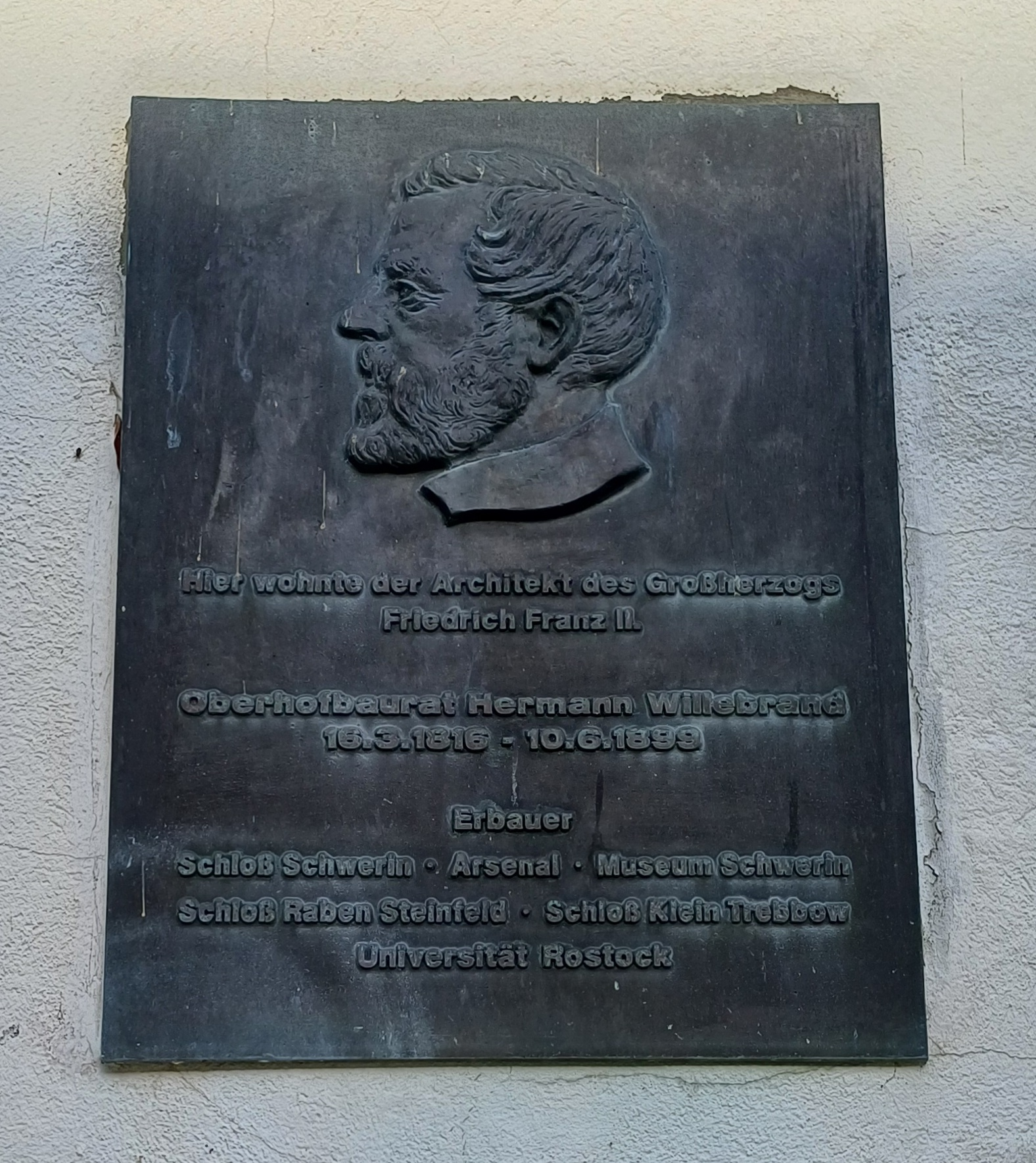
Gedenktafel an Willebrands Wohnhaus in der Schelfstraße 26, Schwerin

Bogislav Helmuth Hermann Willebrand (* 16. März 1816 in Melz; † 10. Juni 1899 in Schwerin) war ein deutscher Architekt und mecklenburgischer Baubeamter des Klassizismus und des Historismus.

## Familie
Hermann Willebrand ist Spross eines uralten mecklenburgischen, weit verzweigten Pastorengeschlechts, das bald nach der Reformation im 16. Jahrhundert aus der Prignitz nach Mecklenburg eingewandert ist. Willebrand wurde geboren als Sohn des Pastors Ludwig Willebrand (1772–1845) in dessen zweiter Ehe mit der Neubrandenburger Pastorentochter Dorothea Sophie Elisabeth, geb. Kortüm (1793–1864). Er heiratete Maria Magdalena Charlotta Cordua und bekam mit ihr zwischen 1846 und 1856 vier Kinder.

## Leben
Willebrand besuchte das Gymnasium Carolinum in Neustrelitz, verließ es jedoch ohne Abitur und absolvierte stattdessen vermutlich eine Handwerkslehre im Baufach. 1835 bis 1838 studierte er in Berlin an der Kunstakademie und der Bauakademie. Zu seinen Lehrern zählten Wilhelm Stier (1799–1856) und Friedrich August Stüler. Ostern 1838 ging er nach Schwerin und bekam nach seinem dort absolvierten Examen ab 14. Juni 1839 eine Stelle als Baukondukteur der Großherzoglichen Kammer in der Residenzstadt. Er arbeitete an der Seite von Georg Adolf Demmler an Plänen für das städtische Krankenhaus an der Werderstraße, für das Arsenal am Pfaffenteich, den Marstall und das Schauspielhaus.
Der damalige Hofbaumeister Demmler hatte sich mit seinen Entwürfen für den Schlossneubau Schwerin beworben. Diese wurden zunächst wie die von Gottfried Semper und Friedrich August Stüler abgelehnt. Demmler begab sich zusammen mit seinem Baukondukteur Willebrand auf eine Studienreise nach Frankreich. Dort fertigten Willebrand und Demmler unter dem Eindruck der Schlösser an der Loire, u. a. Schloss Chambord, einige Zeichnungen, die Demmler schließlich zu seinem dann genehmigten Entwurf ausarbeitete. 1843, bereits als 27-Jähriger, wurde Willebrand zum Bauführer bei den Baumaßnahmen am Schweriner Schloss ernannt und trat 1853 die Nachfolge des 1851 entlassenen Demmler an. In der Zwischenzeit leitete Stüler den Bau.
1851 wurde Willebrand zum Hofbaumeister ernannt. Gleichzeitig bekam er die Verwaltung der unter dem Ressort des großherzoglichen Hofmarschallamtes, des Marstallamtes und des Hofjagd-Departments in Mecklenburg-Schwerin stehenden Hofbauten übertragen. 1857 wurde er anlässlich der Einweihung des Schlosses zum Hofbaurat ernannt und führte die Arbeiten bis zur endgültigen Vollendung weiter.
Das Universitätsgebäude Rostock wurde von 1866 bis 1870 im Stil der Neorenaissance erbaut. Angeregt wurde Willebrand dabei vermutlich von Bauten der italienischen Renaissance (Terracotta), dem Wismarer Fürstenhof und dem Seeflügel des erhalten gebliebenen Teils des Schlosses in Schwerin. Die Figuren an den Pfeilern verkörpern die vier Fakultäten: Medizin, Jura, Philosophie und Theologie. Den gesamten plastischen Schmuck modellierten die Bildhauer Christian Genschow und insbesondere Gustav Willgohs. Der südliche Flügel entstand bereits 1844 nach Plänen von Demmler.
Auch bei Um- und Erweiterungsbauten hinterließ Willebrand seine Handschrift, so 1878 bei der Umgestaltung des Schweriner Neustädtischen Palais in der Puschkinstraße. 1882 wurde er zum mecklenburgischen Oberhofbaurat ernannt.
Typisch waren in den 1860er Jahren auch neogotische Entwürfe. Als Beispiele dafür sind die sechs Landarbeiterwohnhäuser in Raben Steinfeld aus den Jahren 1862 bis 1865 (Entwurf) zu nennen oder die Stiftskirche im Stift Bethlehem in Ludwigslust (um 1860). Neben den repräsentativen Gebäuden in den großen Städten des Landes entwarf Willebrand einige Herrenhäuser, Schlösser und Privatvillen. Er fertigte 1863 die zeichnerischen Entwürfe für das Landesdenkmal für die Befreiungskrieger 1813–1815 in Güstrow und 1873 für eine Siegessäule am Alten Garten in Schwerin zum Gedenken an die Gefallenen des Deutsch-Französischen Krieges 1870/1871. Deren bekrönende Figur einer „Megalopolis“ stammt von Gustav Willgohs.

## Ehrungen und Auszeichnungen
- 1839 Baukondukteur
- 1851 Hofbaumeister
- 1857 Hofbaurat bei der Einweihung vom Schloss Schwerin, Schlossmedaille in Silber, Roten Adler-Orden, Kreuz 4. Klasse und Sachsen Weimarschen Weissen Falkenorden, Kreuz 3. Klasse
- 1870 Ritter des Hausordens der Wendischen Krone bei der Einweihung des Universitätsgebäudes in Rostock
- 1882 Oberhofbaurat bei der Einweihung des Staatlichen Museums
- 1889 Komturkreuz des Großherzoglich Mecklenburgischen Hausordens der Wendischen Krone zum 50. Dienstjubiläum

## Werkliste (Auswahl)

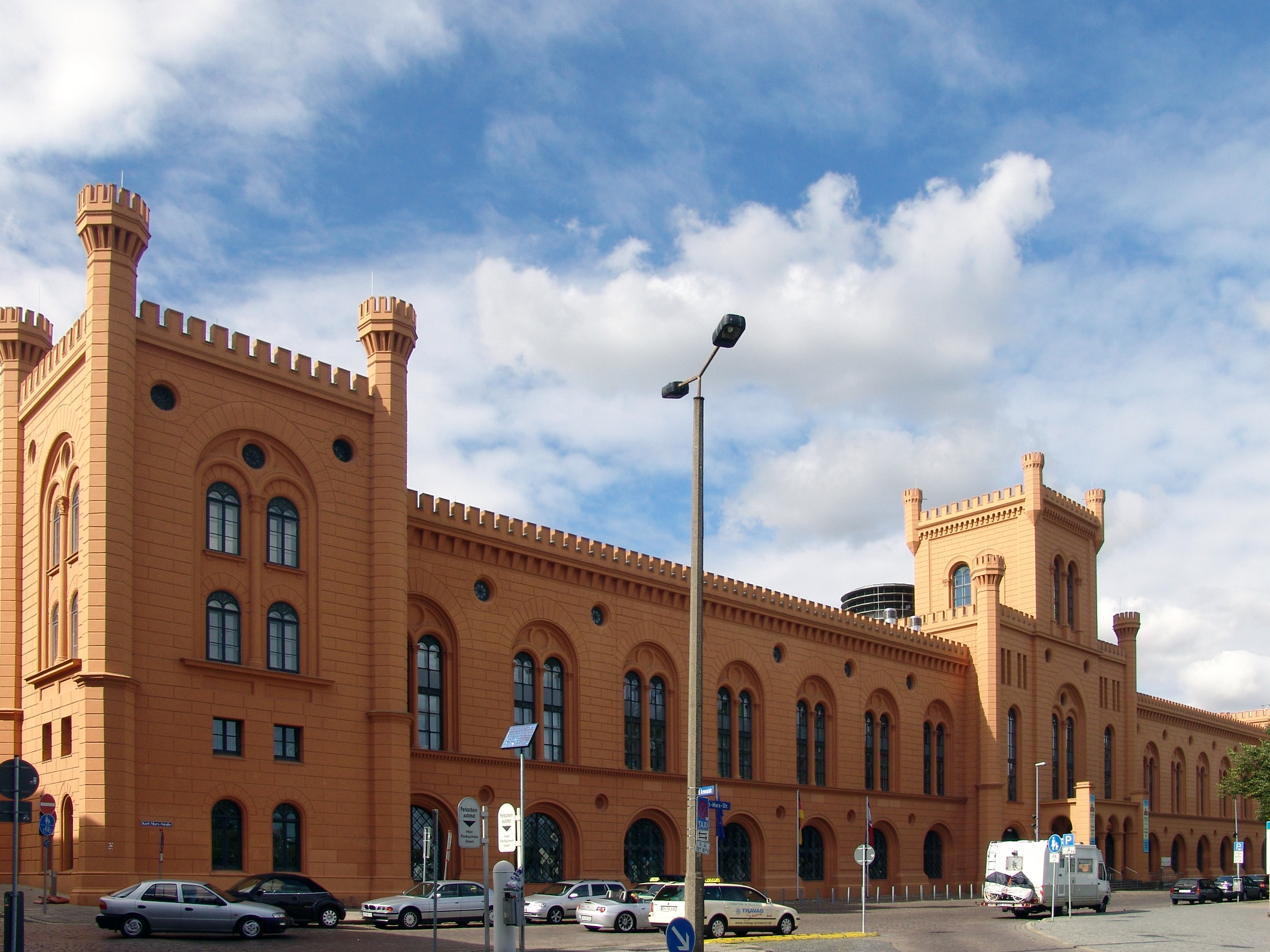
Arsenal am Pfaffenteich von 1844

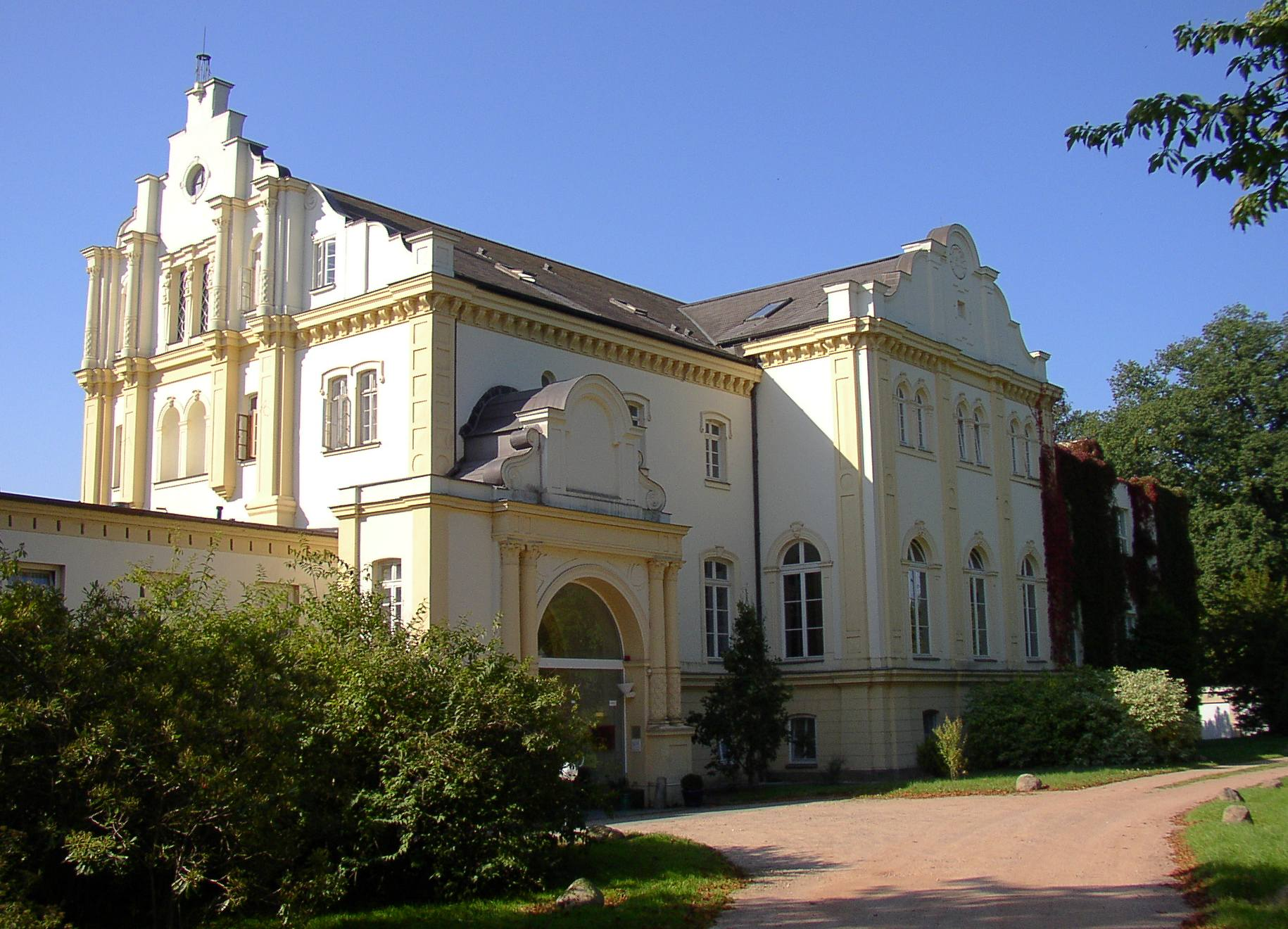
Schloss Matgendorf von 1856

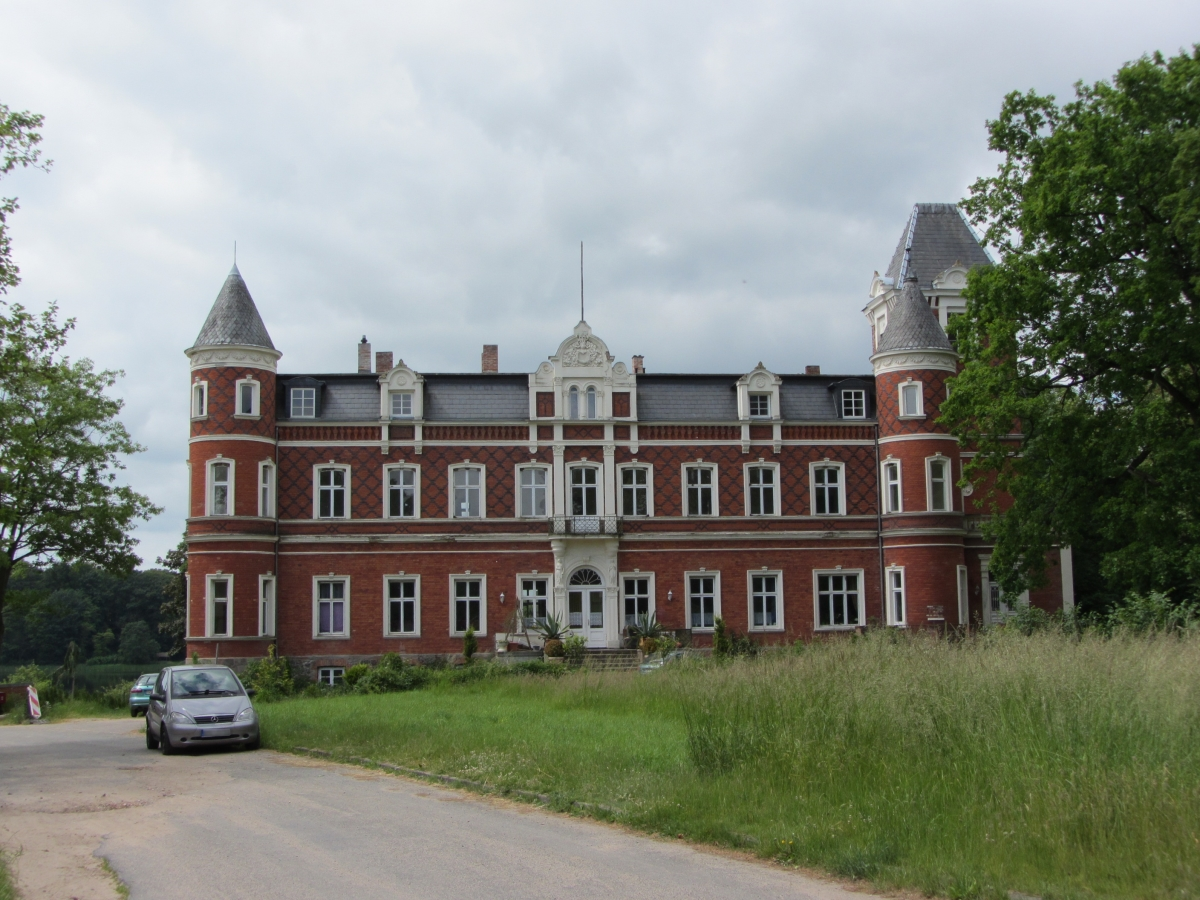
Herrenhaus Klein Trebbow von 1865

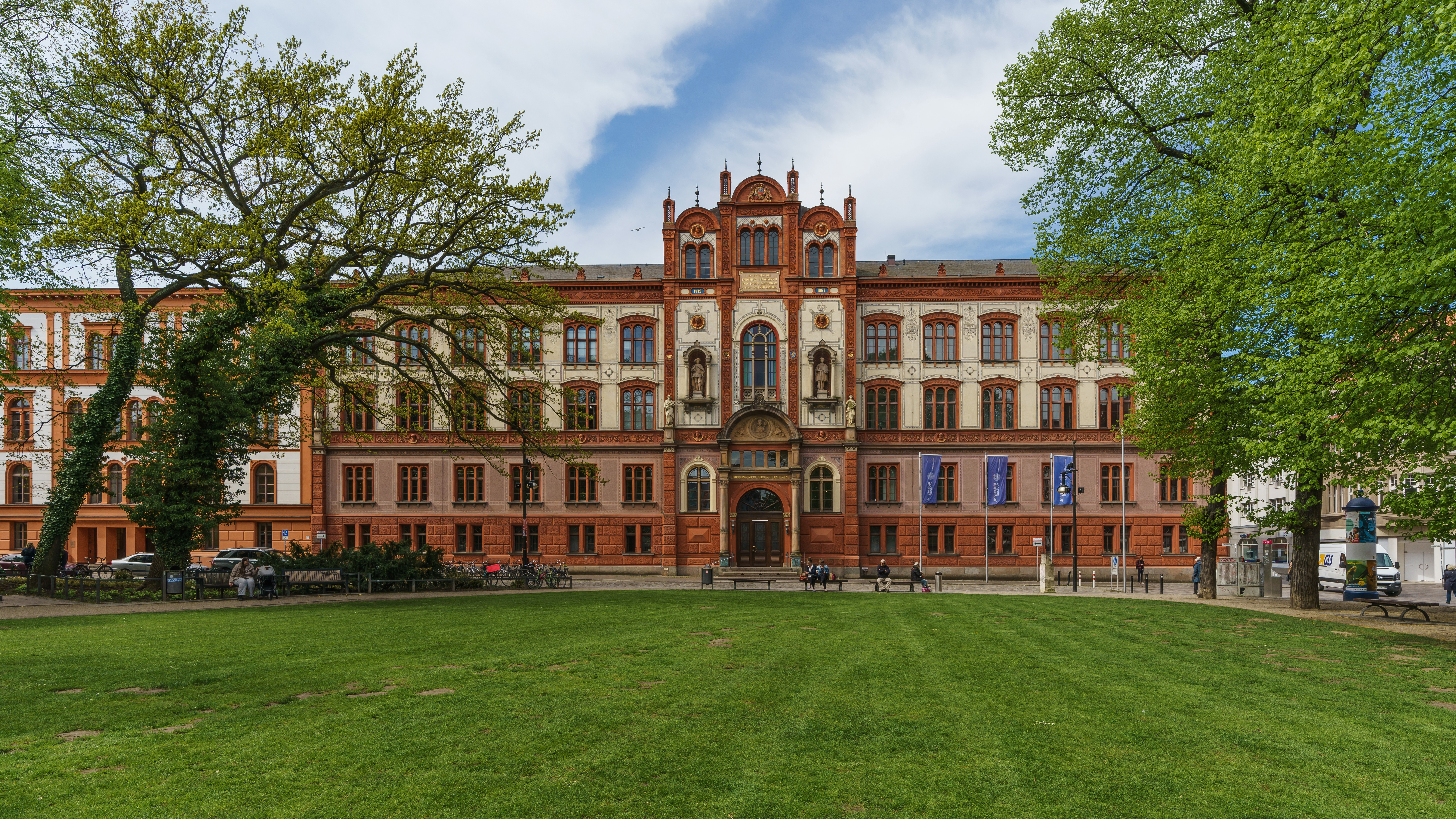
Hauptgebäude der Universität Rostock von 1870

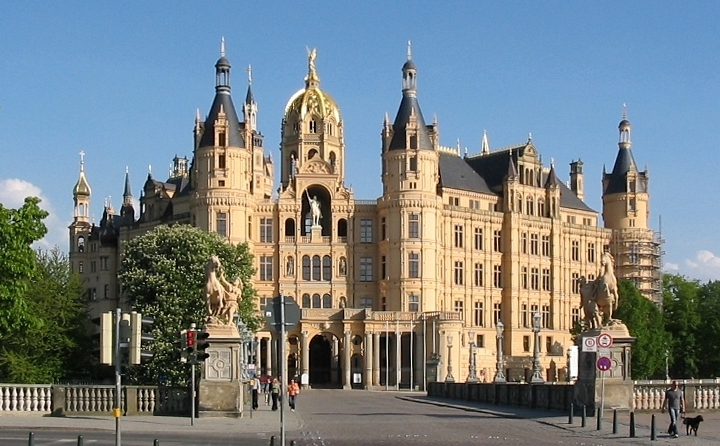
Schloss Schwerin

- 1838–1839 (als Examensarbeit): Aufriss des alten Domes mit Planung eines Turmneubaus[2]
- 1840 Entwurf für den Altaraufsatz im Schweriner Dom (beteiligt auch Bildhauer Heinrich Petters, Tischlermeister Christiansen, Maler Gaston Lenthe)
- 1843–1857 Mitwirkung am Schweriner Schlossbau (siehe oben)
- 1850 Entwurf eines Ehrenpokals für den Staatsminister von Lützow (ausgeführt von Goldschmied Giese, Schwerin)
- 1852–1856 Herrenhaus Matgendorf, Groß Wüstenfelde
- 1854–1856 Großherzoglicher Jägerhof in Schwerin, Johannes-Stelling-Straße 2/3
- 1856 Hofgärtner-Etablissement in Schwerin (Zippendorfer Chaussee, heute Schloßgartenallee)
- 1860 Augustenstift zu Schwerin
- 1860 Kirche Stift Bethlehem einschließlich Inneneinrichtung in Ludwigslust
- 1860–1862 Grabkapelle der Adelsfamilie von Bassewitz in Prebberede
- 1861 Siechenhaus in Schwerin, Stiftstraße
- 1865–1867 AnnenStift, eine Kleinkinderschule in Schwerin[3]
- 1865–1867 Bethlehem-Stift und Johanniter-Hospital in Ludwigslust
- ab 1862 sechs Landarbeiterwohnhäuser und Wirtschaftsgebäude in Raben Steinfeld bei Schwerin
- 1863 Landesdenkmal für die Befreiungskrieger 1813–1815 in Güstrow
- 1865 Schloss Klein Trebbow mit Teehaus
- 1866–1870 Hauptgebäude der Universität in Rostock
- 1867–1870 Gymnasium Fridericianum in Schwerin
- 1867 Wiederaufbau des 1865 abgebrannten Kollegiengebäudes (Regierungsgebäude I) in Schwerin, Schloßstraße (Schwerin) 2
- 1869–1870 Entwurf Kirche Melkof
- 1871 Fremdenhaus I für das Schloss Ludwigslust
- 1871 Jagdhundehaus mit Pferdestall im Schlossgarten Ludwigslust
- 1871 Grabkapelle der Adelsfamilie von Bülow in Marsow
- 1872–1874 Landesdenkmal für die Gefallenen von 1870/71 (Siegessäule) auf dem Platz des Alten Garten in Schwerin
- 1875–1882 Museum für Künste und Alterthümer, Großherzogliches Museum, heute Staatliches Museum am Alten Garten in Schwerin
- 1875–1878 Umbau des Neustädtischen Palais in Schwerin
- 1880 Wohnhaus für den Direktor des Museums in Schwerin am Alten Garten
- 1884–1885 Sommerschloss in Raben Steinfeld
- 1895 Großherzogliche Dampfwaschanstalt im Großen Moor in Schwerin
- 1898 Umbau der Castellanwohnung im Schlosspark Ludwigslust